# ろうそくプレイ
ろうそくプレイ（蝋燭プレイ、蠟燭プレイ）とは、火のついたろうそくを傾けて、滴り落ちる溶けた蝋を肉体に垂らすことで性的興奮を高めるSMプレイの一種。

## 概要
日本では、古くから照明用としてハゼノキから作られた和ろうそくが一般的に用いられていた。いつごろからか、この和ろうそくを用いたSMプレイが生まれ「蝋燭責め」「蝋燭プレイ」などと呼ばれている。和ろうそくは、一般的に市販されている西洋ろうそくとは違い融点が低いので、火傷するほど熱いわけではないが、安全に細心の注意が必要なのは変わりがない。日本だけでなく、国外でもろうそく責めはメジャー化しているが、これは和ろうそくと同じ樹脂を含んだ松明から滴る溶けた樹脂を、17世紀頃に拷問に用いたことから転化したものと思われる。そのためキャンドル・プレイではなくワックス・プレイと呼ばれる。

## プレイについて
熱い蝋が無防備な肌に触れると、かなり熱さを感じるとともに蝋が固まるまでその熱さがじんわりと続く。特に市販の洋ろうそくは融点が高くかなり熱い。一般的にはお腹や腕、太ももなどの部位に垂らすことで深刻な火傷を避ける配慮が必要。肉体に火が近づくことで本能的な恐怖も演出できるために、暗い中で行なうと効果的である。蝋は冷えるのも早いために、高い位置から落とせば落下中に冷えて、熱さはセーブできる。また和ろうそくが入手できた場合は乳首や陰部など敏感な部分への責めも可能である。垂らす場所を一点に集中することでそこの部分に蝋の層ができ、熱さを和らげてくれる。じわじわと蝋の層を広げることによって広範囲に広がった蝋をはがすと、うぶ毛（あるいは陰毛）が一緒にはがれるために別のプレイともなる。色付きの蝋で白い肉体にさまざまな装飾を施したり、何らかの文字を書くのもプレイのバリエーションである。また付着した蝋を落とすのに鞭でもって払いのける、として鞭打ちに移行する場合も多い。

## 注意点
火なので、ろうそくの扱いには細心の注意が必要である。水を用意しておく、いちいち火を消す、あるいは転がらないように燭台を用意する、火傷に気をつける、など配慮を忘れないこと。